# Vyžlovka
Vyžlovka (en allemand : Wischlowka) est une commune du district de Prague-Est, dans la région de Bohême-Centrale, en République tchèque. Sa population s'élevait à 715 habitants en 2020.

## Géographie
Vyžlovka se trouve à 5 km à l'ouest-sud-ouest de Kostelec nad Černými lesy, à 11 km au sud-sud-est de Český Brod et à 29 km au sud-est de Prague.
La commune est limitée par Štíhlice au nord, par Jevany à l'est, par Černé Voděrady au sud-est, par Struhařov au sud-ouest, et par Louňovice à l'ouest et par Mukařov au nord-ouest.

## Histoire
La première mention écrite de la localité date de 1358.

## Transports
Par la route, Vyžlovka se trouve à 5,2 km de Kostelec nad Černými lesy, à 13,5 km de Český Brod et à 36 km du centre de Prague.